# Hilary e Jackie
Hilary e Jackie, noto anche come Hilary e Jackie - Una storia vera, è un film di Anand Tucker del 1998.

## Trama
Fin da bambine, le sorelle Hilary e Jackie Du Pré sono inseparabili e condividono giochi, divertimenti e una passione particolare per la musica. Hilary, la maggiore, sembra all'inizio riuscire meglio in questo campo. Ma, quando arriva a nove anni, Jackie comincia ad esprimere uno straordinario talento nel violoncello. Arrivano le prime esibizioni, i concorsi scolastici, Jackie vince suscitando grande entusiasmo. E mentre Hilary rimane dimenticata in secondo piano, Jackie diventa una star internazionale.
Hilary si innamora, si sposa con il direttore d'orchestra Christopher Finzi, fa vita di famiglia. Un giorno Jackie, disperata e sull'orlo di una crisi nervosa, arriva all'improvviso nella fattoria isolata dove abita la sorella. Si sistema in casa, entra nelle abitudini della famiglia e comincia a provocare scompiglio. Il suo equilibrio sempre più labile la porta ad insidiare il marito di Hilary, fino a sedurlo, invitandolo a dare vita ad un ménage a tre. Hilary si ribella, cerca di scaricare la sorella. Ma la situazione si interrompe solo con l'incalzare della malattia di Jackie. Colpita da sclerosi multipla, la donna muore in breve tempo.

## Colonna sonora
Nella colonna sonora è presente il Concerto per violoncello e orchestra in Mi minore, Op. 85, di Edward Elgar, eseguito da Jacqueline du Pré con la Philadelphia Orchestra diretta da Daniel Barenboim.

## Riconoscimenti
- 1999 - Premio Oscar
  - Nomination Miglior attrice protagonista a Emily Watson
  - Nomination Miglior attrice non protagonista a Rachel Griffiths
- 1999 - Golden Globe
  - Nomination Migliore attrice in un film drammatico a Emily Watson
- 1999 - Premio BAFTA
  - Nomination Miglior film britannico
  - Nomination Miglior attrice protagonista a Emily Watson
  - Nomination Miglior attrice non protagonista a Rachel Griffiths
  - Nomination Migliore sceneggiatura non originale a Frank Cottrell Boyce
  - Nomination Migliore colonna sonora a Barrington Pheloung
  - Nomination Miglior sonoro a Nigel Heath, Julian Slater, David Crozier, Ray Merrin, Graham Daniel
- 1999 - British Independent Film Awards
  - Miglior regista a Anand Tucker
  - Miglior attrice a Emily Watson
  - Nomination Miglior attrice a Rachel Griffiths
- 1999 - Satellite Awards
  - Nomination Miglior attrice protagonista a Emily Watson
  - Nomination Miglior sceneggiatura non originale a Frank Cottrell Boyce
- 1999 - Screen Actors Guild Awards
  - Nomination Miglior attrice protagonista a Emily Watson
  - Nomination Miglior attrice non protagonista a Rachel Griffiths
- 1999 - London Critics Circle Film Awards
  - Miglior attrice a Emily Watson